# 豊四季駅

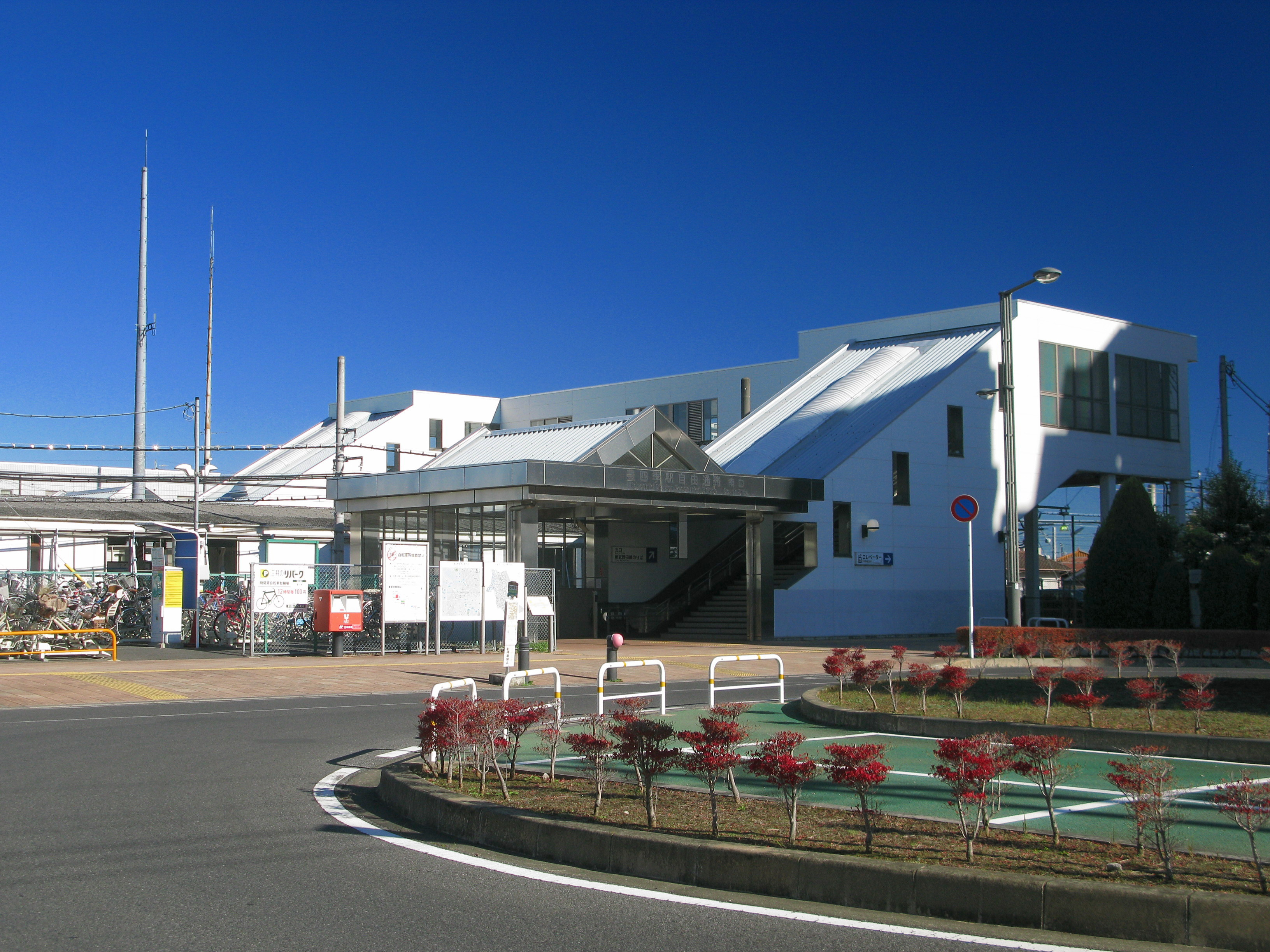
駅自由通路南口（2012年12月）

豊四季駅（とよしきえき）は、千葉県柏市豊四季にある、東武鉄道野田線（東武アーバンパークライン）の駅である。駅番号はTD 23。

## 歴史

### 年表
- 1911年（明治44年）5月9日：千葉県営鉄道野田線野田町駅（現・野田市駅） - 柏駅間開通時に、東葛飾郡豊四季村に開設[1]。
  - この一帯の土地を所有する有力者が駅のための土地を提供し、開設させたと言われている。
- 1923年（大正12年）8月1日：千葉県営鉄道野田線を北総鉄道へ譲渡[2][3]。
- 1929年（昭和4年）
  - 11月22日：北総鉄道が総武鉄道へ社名変更[4][5]。
  - 12月30日：電化に伴い、電気運転開始。
    - 昭和初期 - 太平洋戦争中にかけては十余二に建設された柏飛行場（軍用飛行場）の最寄駅であり、軍事物資輸送中継地点として機能していた。駅本屋前の自動車転回用のスペースも当駅構内となっているのは、その名残りと見られる。
- 1944年（昭和19年）3月1日：陸上交通事業調整法に基づき、東武鉄道が総武鉄道を吸収合併、同社野田線の駅となる[4]。
- 1950年代以降：高度経済成長と共に東京のベッドタウンとして周辺の宅地開発が進み、一般的な郊外駅となる。
- 1978年（昭和53年）11月14日：複線化に伴い、当駅での列車交換廃止。
- 2008年（平成20年）10月10日：発車メロディを導入。
- 2016年（平成28年）3月26日：新設された急行の停車駅となる[6]。
- 2020年（令和2年）3月14日：急行が通過となる。その代替として新設された区間急行の停車駅となる[7]。

### 駅名の由来
当駅周辺一帯は、明治時代に政府の命を受けた三井財閥系の開墾会社主体の開墾に伴い、小金牧と佐倉牧の13の地区のうちで4番目に入植が計画されたため、「豊四季」の地名が付けられた。駅名はその地名に由来する。
13の地区は、初富（鎌ケ谷市）、二和、三咲（以上船橋市）、五香、六実（以上松戸市）、七栄 （富里市）、八街（八街市）、九美上（香取市）、十倉（富里市）、十余一（白井市）、十余二（柏市）、十余三（成田市・多古町）の順に続く。また、駅名では初富駅、二和向台駅、三咲駅、五香駅（以上京成松戸線）、六実駅（東武野田線）、八街駅（JR東日本総武本線）がある。

## 駅構造
相対式ホーム2面2線を有する地上駅。北側（柏方面ホーム）に木造駅舎を備える。
駅南側へは大宮寄りまたは柏寄りのそれぞれやや離れた所にある踏切を迂回する必要があったが、2003年（平成15年）2月にエスカレーター・エレベーター併設南北自由通路新設、並びに南側の駅前ロータリー整備が行われた。南側駅前ロータリーには自転車駐輪場が設置されているが、駅舎は設置されていない。
1番線ホームに多目的トイレを併設した男女別の水洗式トイレがある。ホーム間を連絡する跨線橋にも2010年（平成22年）3月にエレベーターが新設された。同じ頃に駅構内案内板はピクトグラムを用いたデザインへ一新、ホームにあった吊下式駅名標と路線図は撤去され、駅名標・路線図・所要時間と一体型になった自立式案内板が設置された。

### のりば
| 番線 | 路線                     | 方向 | 行先     |
| ---- | ------------------------ | ---- | -------- |
| 1    | 東武アーバンパークライン | 下り | 柏方面   |
| 2    | 東武アーバンパークライン | 上り | 大宮方面 |

- 柏寄りに小さな引込線と短いホームが存在するが、これらは保守用車を留置するための作業場であり、営業用としては使用されていない。

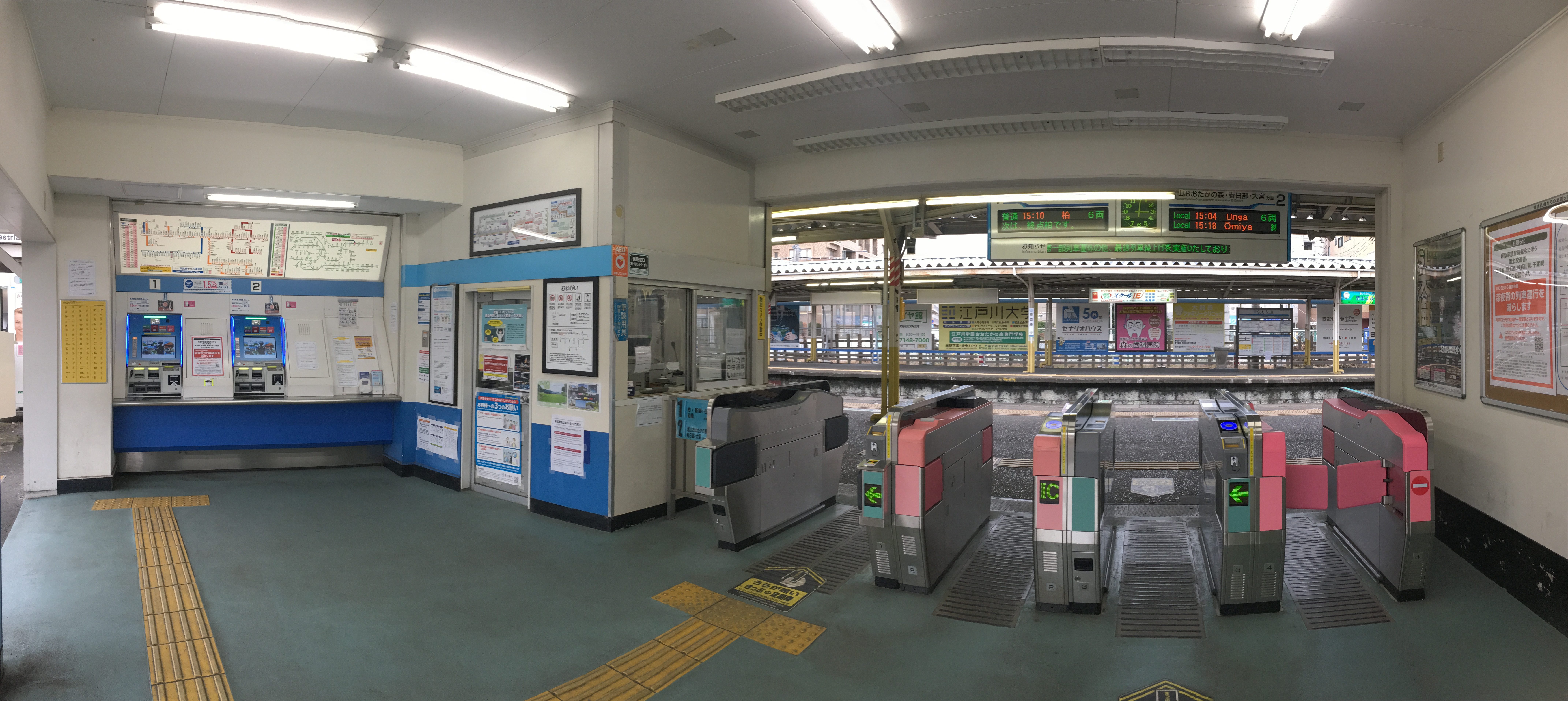
改札口（2021年1月）
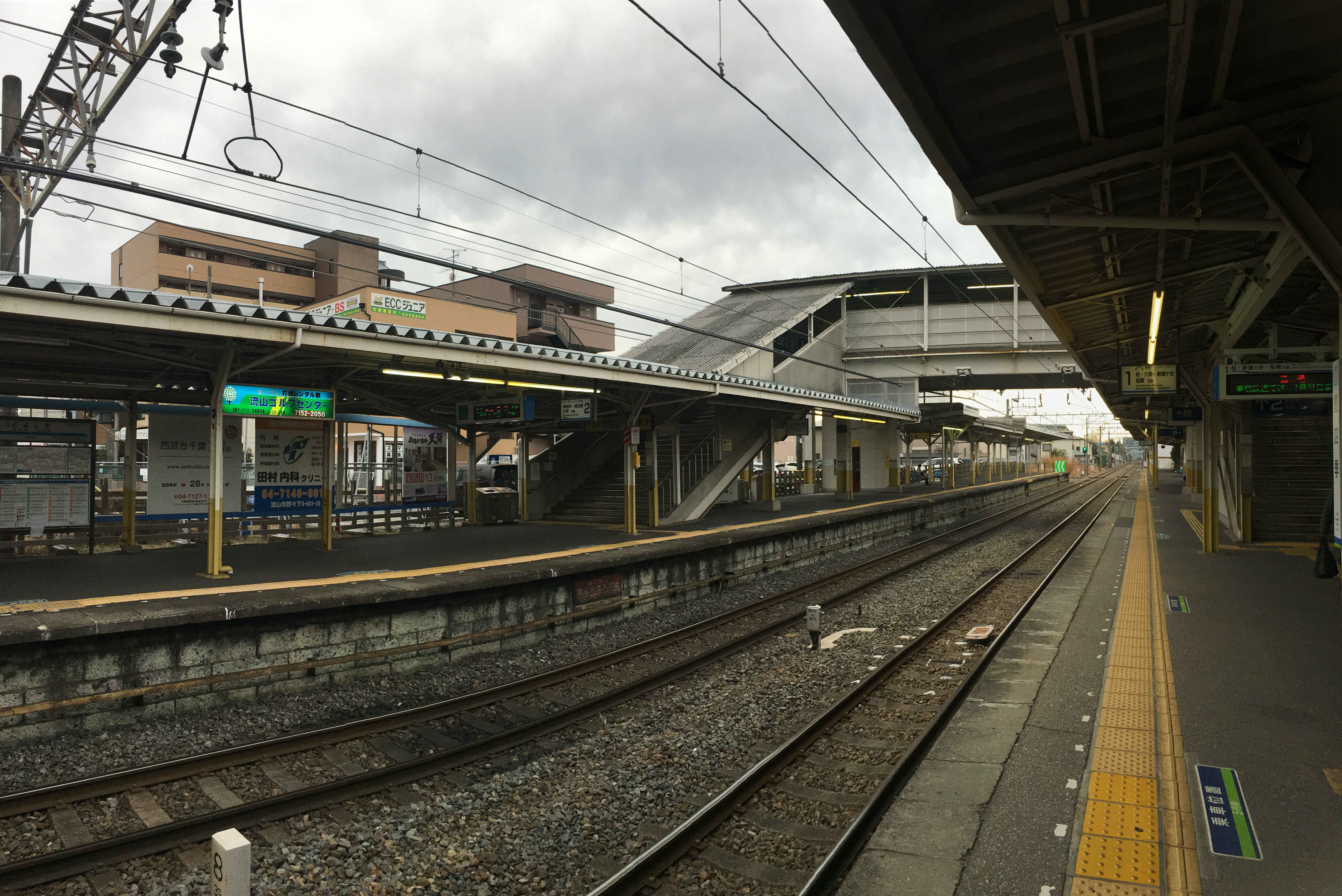
駅ホーム（2021年1月）

## 利用状況
2024年度（令和6年度）の1日平均乗降人員は15,569人である。
近年の1日平均乗降・乗車人員の推移は以下の通り。
| 年度               | 1日平均 乗降人員 | 1日平均 乗車人員 | 出典       |
| ------------------ | ---------------- | ---------------- | ---------- |
| 1993年（平成05年） | 19,344           | 9,767            |            |
| 1994年（平成06年） | 19,755           | 9,997            |            |
| 1995年（平成07年） | 19,873           | 9,961            |            |
| 1996年（平成08年） | 19,584           | 9,799            |            |
| 1997年（平成09年） | 19,088           | 9,551            |            |
| 1998年（平成10年） | 18,779           | 9,375            |            |
| 1999年（平成11年） | 18,498           | 9,236            |            |
| 2000年（平成12年） | 18,551           | 9,290            |            |
| 2001年（平成13年） | 18,172           | 9,100            |            |
| 2002年（平成14年） | 17,724           | 8,884            |            |
| 2003年（平成15年） | 17,907           | 8,995            |            |
| 2004年（平成16年） | 17,817           | 8,951            |            |
| 2005年（平成17年） | 17,072           | 8,579            |            |
| 2006年（平成18年） | 16,173           | 8,061            |            |
| 2007年（平成19年） | 15,969           | 7,909            |            |
| 2008年（平成20年） | 15,504           | 7,698            |            |
| 2009年（平成21年） | 14,956           | 7,443            |            |
| 2010年（平成22年） | 14,663           | 7,302            |            |
| 2011年（平成23年） | 14,109           | 7,103            |            |
| 2012年（平成24年） | 14,145           | 7,118            |            |
| 2013年（平成25年） | 14,403           | 7,253            |            |
| 2014年（平成26年） | 14,357           | 7,222            |            |
| 2015年（平成27年） | 14,659           | 7,374            |            |
| 2016年（平成28年） | 14,914           | 7,520            |            |
| 2017年（平成29年） | 15,131           | 7,618            |            |
| 2018年（平成30年） | 15,566           | 7,841            |            |
| 2019年（令和元年） | 15,656           |                  |            |
| 2020年（令和 2年） | 12,211           |                  |            |
| 2021年（令和 3年） | 13,119           | 6,617            | [ 東武 3 ] |
| 2022年（令和 4年） | 14,323           | 7,222            | [ 東武 4 ] |
| 2023年（令和05年） | 14,965           | 7,544            | [ 東武 5 ] |
| 2024年（令和06年） | 15,569           | 7,842            | [ 東武 1 ] |

## 駅周辺
当駅周辺は住宅街となっており、駅舎がある北側を中心に小規模な商店街が形成されている。駅北側には千葉県道278号柏流山線、千葉県道279号豊四季停車場高田原線が走り、北口から徒歩約12分程度の流山市駒木に江戸川大学などの学校施設があるため、学生向けのマンションやアパートが多い。
柏駅・流山おおたかの森駅という2つの主要駅に挟まれた当駅だが周辺には目立った商業施設もなく、田園風景が広がる。
駅所在地は柏市であるが、駅付近には流山市との市境が入り組んでいるため、流山市域の利用者も一定数存在する。その関係で、駅前には柏市・流山市の共同案内図の他、流山市立図書館の返却ポストも設置されている。

### 北側
- 柏警察署 豊四季駅前交番
- 柏市消防局 旭町消防署
- 流山市消防団 第5方面隊第19分団
- 四季原町会集会所ふるさとセンター
- 江戸川大学
- 江戸川学園おおたかの森専門学校
- 柏市立柏第三中学校
- 柏市立柏第六小学校
- 流山市立小山小学校
- えどがわ森の保育園
- JAちば東葛 本店
- 京葉銀行 豊四季支店
- 千葉興業銀行 豊四季支店

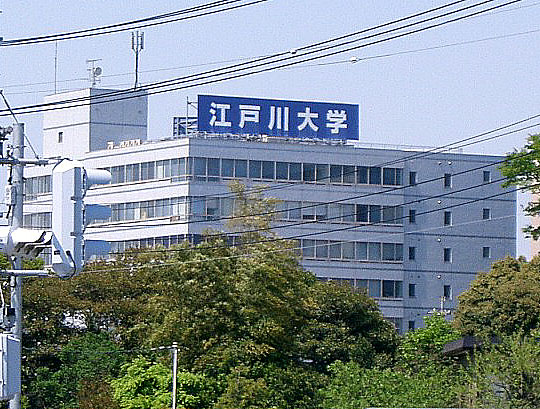
江戸川大学

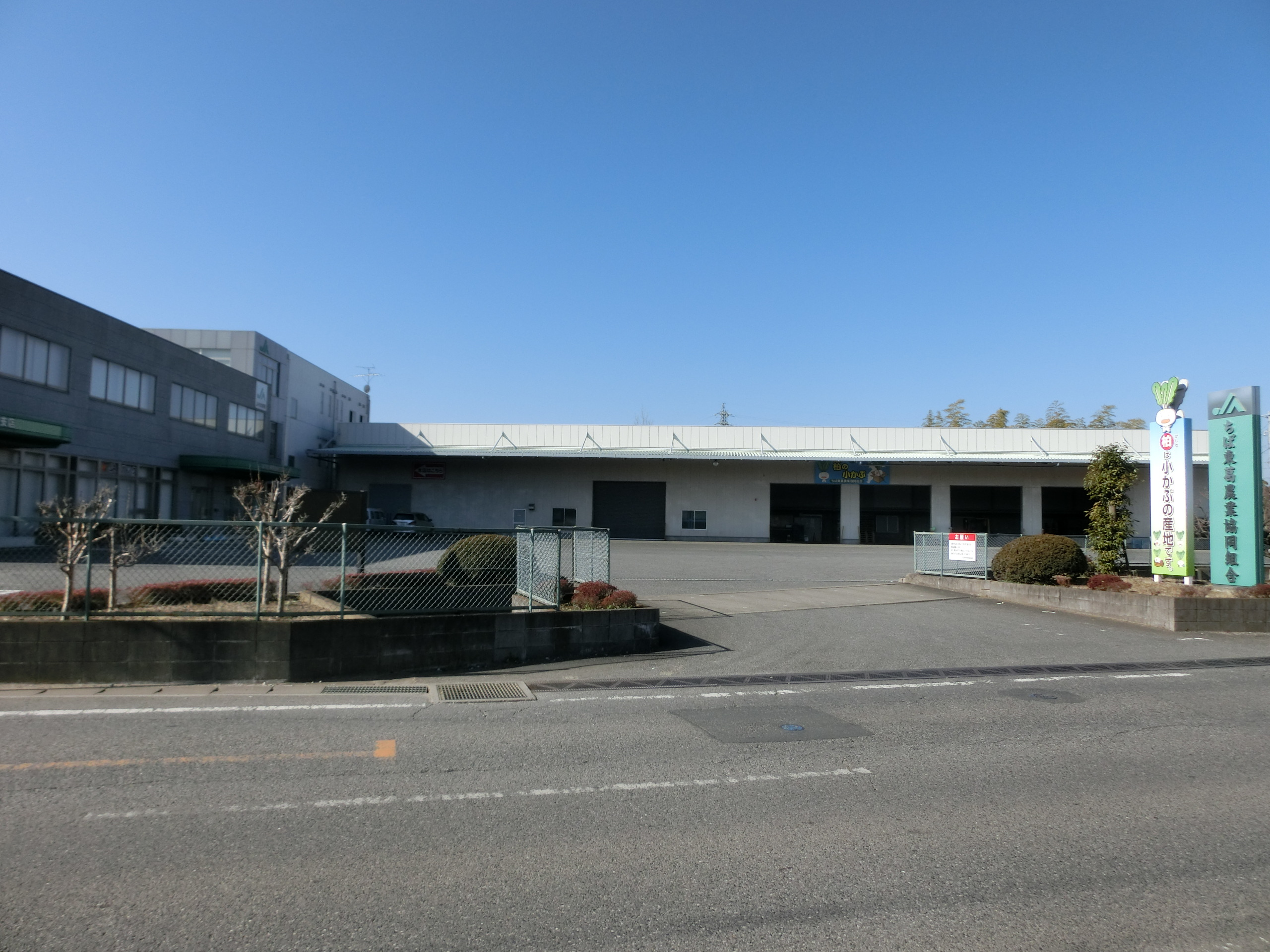
JAちば東葛本店

- 都市再生機構東日本都市再生本部 宅地業務部流山業務課
- 豊四季商店街
- 豊四季駅前 四軒横丁
- ベルク 柏しこだ店
- ジェーソン 柏豊四季店
- マミーマート 柏旭町店
- 今採り農産物直売所 かしわで
- マツモトキヨシ 豊四季店
- スギ薬局 柏豊四季店
- オフハウス 柏豊四季店
- 諏訪神社
- 正満寺
- 成顕寺
- 東武バスセントラル西柏営業事務所

### 南側
- 柏市消防団 第2方面第7分団
- 柏市消防団 第2方面第9分団
- 千葉県立特別支援学校流山高等学園
- 柏市立豊四季中学校
- 柏市立柏第二小学校
- 流山市立八木中学校
- 流山市立長崎小学校
- 広島建設 本社
- おおたかの森病院
- 豊四季駅前郵便局
- 山崎帝國堂 本社
- ベルクス 新豊四季店
- ジャパンミート卸売市場 流山店
- ウエルシア薬局 流山野々下店
- ウエルシア薬局 柏豊四季店
- セイムス 柏豊四季店
- 西松屋 流山店
- しまむら 豊四季店
- 流山・野々下水辺公園

## バス路線
最寄停留所は、南側の駅前ロータリーにある「豊四季駅南口」で、流山ぐりーんバスが乗入れている。
- 松ヶ丘・野々下ルート
京成バス・東武バスセントラルの共同運行
  - 流山おおたかの森駅西口行き
  - 南柏駅西口行き
  - 豊四季第一公園行き[12]

なお、北側に「豊四季駅前」停留所があり、つくばエクスプレス開通前までは東武バス[柏07] 柏駅西口 - 豊四季駅前 - 富士見町 - 流山駅東口線が停車していたが、開通後は廃止され、現在は「ミッドナイトアロー柏・我孫子」が停車するのみであり、当駅からの乗車は出来ない。なお、「ミッドナイトアロー柏・我孫子」は2020年から感染症の影響で運行を休止している。

## ロケーション撮影
- 1970年代後半 - 1980年代前半にかけて放送されたテレビ朝日系列テレビ番組『欽ちゃんのどこまでやるの!?』では、夫婦役を演じる萩本欽一・真屋順子が住む家の最寄駅として舞台となったことがある。番組冒頭に萩本が帰宅する際の舞台として、スタジオにセットも作られた。

## 隣の駅
東武鉄道
 東武アーバンパークライン
■急行
通過
■区間急行・■普通
流山おおたかの森駅 (TD 22) -  豊四季駅 (TD 23) - 柏駅 (TD 24)

### 利用状況
東武鉄道の1日平均乗降人員
1. 1 2 3  『駅別乗降人員 2024年度』（PDF）（レポート）東武鉄道、10頁。オリジナルの2025年5月19日時点におけるアーカイブ。2025年5月29日閲覧。
2. ↑  “駅情報（乗降人員）”.   東武鉄道. 2023年6月16日閲覧。
3. ↑  『駅別乗降人員 2021年度』（PDF）（レポート）東武鉄道、2024年、10頁。オリジナルの2024年5月18日時点におけるアーカイブ。
4. ↑  『駅別乗降人員 2022年度』（PDF）（レポート）東武鉄道、2024年、10頁。オリジナルの2024年5月18日時点におけるアーカイブ。
5. ↑  『駅別乗降人員 2023年度』（PDF）（レポート）東武鉄道、2024年、10頁。オリジナルの2024年5月18日時点におけるアーカイブ。